# Pavel Staněk (politik ODS)
Pavel Staněk (* 30. července 1973 Havlíčkův Brod) je český politik a právník, v letech 2010 až 2013 a opět od října 2021 poslanec Poslanecké sněmovny PČR, v letech 2007 až 2010 náměstek ministra spravedlnosti ČR, člen ODS.

## Životopis
Roku 1996 získal titul magistr práv na právnické fakultě Masarykovy univerzity v Brně. V roce 2008 na Univerzitě Komenského v Bratislavě po složení rigorózní zkoušky získal titul JUDr. Roku 2020 absolvoval na pražském Business Institutu manažerský vzdělávací program v oboru Strategické řízení podniku a získal titul MBA. Působil v hradecké advokátní kanceláři JUDr. Dalibora Kalcso, na kontrolním a právním oddělení magistrátu města Hradce Králové a v pozici obchodního manažera ve společnosti zabývající se pánskou a dámskou módou. V roce 2001 nastoupil ke Krajskému soudu v Hradci Králové jako jeho historicky první tiskový mluvčí a odborný asistent předsedy soudu.
V roce 2002 se stal členem Občanské demokratické strany. V letech 2006 až 2010 byl členem rady a zastupitelstva města Hradec Králové. Po sestavení první Topolánkovy vlády přijal nabídku ministra spravedlnosti Jiřího Pospíšila a stal se tiskovým mluvčím úřadu. V roce 2007 byl jmenován nejprve vrchním ředitelem, později náměstkem a v posledním roce 1. náměstkem ministra odpovědným za chod ministerstva, kde působil do první poloviny roku 2010.
V parlamentních volbách 2010 byl zvolen poslancem Poslanecké sněmovny Parlamentu České republiky za Královéhradecký kraj. V 6. volebním období se stal rovněž poradcem ministra spravedlnosti, členem Legislativní rady vlády, Výboru pro obranu a bezpečnost, místopředsedou Ústavně právního výboru, předsedou Podvýboru pro vězeňství a členem Stálé komise pro kontrolu činnosti Bezpečnostní informační služby. Byl mj. předkladatelem novely zákona o rodině, ve kterém prosazoval střídavou péči.
Pavel Staněk působil také v představenstvu královéhradeckého letiště. Protože se letiště potýkalo s vážnými ekonomickými problémy, nechala hradecká radnice provést audit, který zjistil závažné chyby v účetnictví a hospodaření, což vedlo na podzim roku 2011 k odvolání celého vedení letiště. V auditu vyšlo najevo i to, že si Staněk během svého působení v představenstvu bez zaplacení načerpal do svého auta celkem 469 litrů nafty určené k likvidaci. Naftu měl zaplatit až krátce potom, co vedení radnice nechalo audit provést. Během šetření případu nepatřil mezi obviněné ani obžalované, konstatovány byly pouze chyby vedení letiště spočívající v nakládání s naftou určenou k likvidaci.
Ve volbách do Poslanecké sněmovny PČR v roce 2013 kandidoval v Královéhradeckém kraji jako lídr ODS, ale nebyl zvolen. V kraji byl za ODS zvolen pouze Ivan Adamec, který Staňka překonal v počtu preferenčních hlasů.
Ve volbách do Senátu PČR v roce 2020 kandidoval za ODS v obvodu č. 45 – Hradec Králové. Se ziskem 13,61 % hlasů skončil na 4. místě a do druhého kola nepostoupil.
V roce 2013 založil advokátní kancelář Legalcom, která se následně fúzí s kancelářemi Dohnal, Pertot, Slanina a HSL Legal změnila v ARROWS advokátní kancelář. V březnu 2014 byl zvolen prezidentem České asociace věřitelů. Je členem České advokátní komory, tajemníkem České asociace hokejových hráčů a členem mezinárodní organizace Rotary International.
Na jaře 2020 založil neziskový projekt Hradec si pomáhá, jehož smyslem je pomoc živnostníkům, firmám a podnikům v Hradci Králové, které postihly ekonomické problémy v důsledku pandemie nemoci covid-19. V provozu je kontaktní místo projektu v královéhradecké Švehlově ulici, interaktivní web www.hradecsipomaha.cz a mobilní aplikace.
V březnu 2021 byl zvolen předsedou oblastní rady ODS Hradec Králové. Ve volbách do Poslanecké sněmovny PČR v roce 2021 úspěšně kandidoval z pozice člena ODS na 3. místě kandidátky koalice SPOLU (tj. ODS, KDU-ČSL a TOP 09) v Královéhradeckém kraji a stal se znovu poslancem.
V komunálních volbách v roce 2022 neúspěšně kandidoval do zastupitelstva Předměřic nad Labem z posledního 15. místa kandidátky ODS.
Ve volbách do Poslanecké sněmovny PČR v roce 2025 kandiduje z pozice člena ODS na 3. místě kandidátky koalice SPOLU (tj. ODS, KDU-ČSL a TOP 09) v Královéhradeckém kraji.

## Osobní život
Pavel Staněk je ženatý a se svou manželkou Monikou v roce 2011 založil Nadační fond AQUAPURA, který se zaměřuje na pomoc pacientům se špatnou srážlivostí krve. Společně vychovávají syna Jakuba.